# Mieczysław Stefko
Mieczysław Józef Stefko (ur. 28 stycznia 1871 w Lubaczowie, zm. 18 września 1949 we Wrocławiu) – polski prawnik, sędzia, oficer wojskowy.

## Życiorys
Urodził się 28 stycznia 1871. Był synem Michała Stefki (1840-1916, sędzia, prokurator) i Kamili (córka prof. Ignacego Lemocha, czeskiego profesora matematyki elementarnej Uniwersytetu Lwowskiego i rektora tej uczelni), starszym bratem Kamila (1875-1966, profesor prawa). W okresie zaboru austriackiego w ramach autonomii galicyjskiej wstąpił do służby wymiaru sprawiedliwości Austro-Węgier. Jako auskultant Galicji Wschodniej C. K. Wyższego Sądu Krajowego we Lwowie od około 1894 był auskultantem w C. K. Sądzie Obwodowym w Sanoku (w tym czasie prezydentem tego sądu był jego ojciec Michał). Na początku czerwca 1895 jako auskultant decyzją prezydium apelacji lwowskiej został przeniesiony z Sanoka do Lwowa i do około 1897 figurował jako zatrudniony w C. K. Sądzie Krajowym we Lwowie. We wrześniu 1896 poinformowano, że z pracy tamże otrzymał urlop w wymiarze 10 miesięcy celem odbycia studiów procedury cywilnej w Berlinie.
Od września 1897 do około 1900 był adjunktem w C. K. Sądzie Powiatowym w Lubaczowie. Od około 1900 był adjunktem bez oznaczenia miejsca służbowego w C. K. Wyższym Sądzie Krajowym i przydzielony do tamtejszego prezydium, a od grudnia 1901 do około 1908 pracował w tym sądzie w charakterze sekretarza sądowego. Od 1908 do około 1910 był radcą sądu krajowego extra statum w C. K. Sądzie Krajowym we Lwowie. Od około 1910 był radcą sądu krajowego przydzielonym do prezydium C. K. Wyższego Sądu Krajowego we Lwowie, a od około 1912 pracował tam w charakterze radcy sądu krajowego. Od około 1913 był szefem Biura Prezydialnego C. K. Wyższego Sądu Krajowego we Lwowie jako urzędnik przydzielony z C. K. Sądu Krajowego we Lwowie. W tymże sądzie pozostawał przydzielony do 1918. Od około 1905 był członkiem wydziału Lwowskiego Towarzystwa Prawniczego, ponownie wybrany w 1909.
W C. K. Armii pod koniec 1891 został mianowany na stopień porucznika w rezerwie w korpusie oddziałów kolejowych i zakładów narzędzi kolejowych 1 stycznia 1892. Od początku był przydzielony do 3 pułku kolejowego we Lwowie do około 1899. Około 1900 został przeniesiony do ewidencji C. K. Obrony Krajowej i zweryfikowany w stopniu porucznika piechoty w grupie nieaktywnych z dniem 1 stycznia 1892. W tym charakterze był przydzielony do 17 pułku piechoty obrony krajowej w Rzeszowie, od około 1902 do około 1906 do 19 pułku piechoty obrony krajowej we Lwowie. Od około 1907 był porucznikiem w stosunku ewidencji C. K. Obrony Krajowej, a od około 1913 do 1914 w tym samym charakterze w piechocie C. K. Obrony Krajowej. Podczas I wojny światowej został awansowany na stopień nadporucznika w piechocie C. K. Obrony Krajowej z dniem 1 listopada 1914 i do 1918 pozostawał w stosunku ewidencji. Podczas wojny był oficerem pułku pospolitego ruszenia piechoty nr 2.
Po odzyskaniu przez Polskę niepodległości został przyjęty do Wojska Polskiego. Został awansowany do stopnia porucznika rezerwy piechoty ze starszeństwem z 1 czerwca 1919 (w 1923 był zweryfikowany z lokatą 6, a w 1924 z lokatą 5). W latach 20. jako oficer rezerwowy był przydzielony do 10 Pułku Piechoty w Łowiczu, w tym w 1924 jako oficer pospolitego ruszenia.
Wstąpił do służby sądowniczej II Rzeczypospolitej. Ze stanowiska sędzie Sądu Apelacyjnego we Lwowie w dniu 6 września 1921 został mianowany sędzią Sądu Najwyższego. Był tam sędzią Izby III (sprawy cywilne i karne z b. zaboru austriackiego), od około 1929 Izby III (sprawy cywilne i karne z b. zaboru austriackiego i pruskiego), od około 1932 Izby I (sprawy cywilne z b. zaborów: austriackiego, pruskiego i rosyjskiego), od około 1934 do 1939 Izby Cywilnej (sprawy cywilne z b. zaborów: austriackiego, pruskiego i rosyjskiego). Został członkiem pierwszego komitetu redakcyjnego pisma „Nowy Proces Cywilny”, powołanego w 1933, a w 1934 przemianowanego na „Polski Proces Cywilny”. W 1945 zamieszkiwał w Krakowie. Po zakończeniu II wojny światowej i nastaniu Polski Ludowej ze stanowiska sędziego Sądu Najwyższego został przeniesiony w stan spoczynku 31 sierpnia 1947.
9 lutego 1898 w Sanoku poślubił Marię Antoninę Teklę (ur. 1875), córkę prawnika Józefa Flakowicza.
Pochowany na Cmentarzu św. Wawrzyńca we Wrocławiu. 

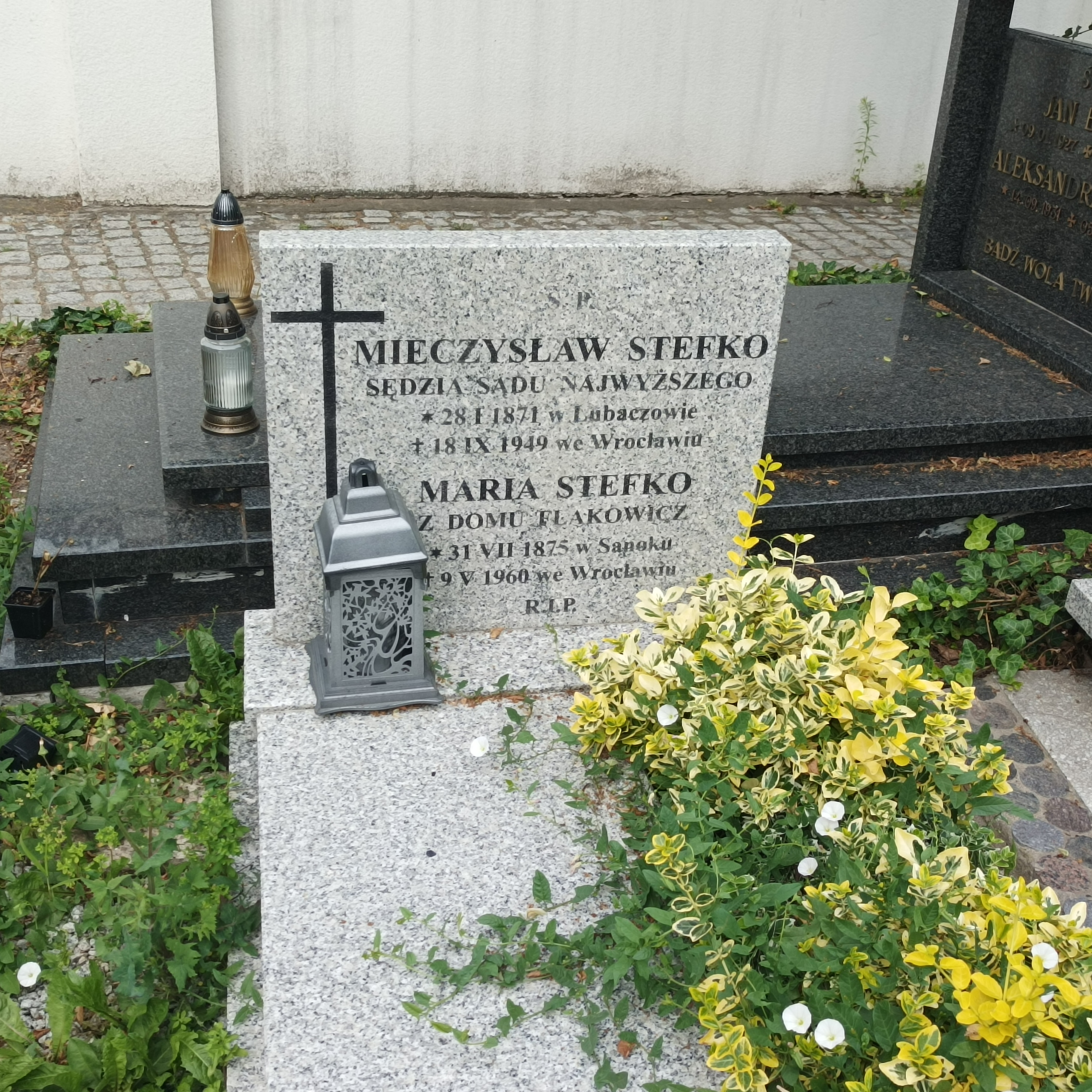
Grób Mieczysława Stefki na cmentarzu św. Wawrzyńca we Wrocławiu

## Odznaczenia
austro-węgierskie
- Krzyż Kawalerski Orderu Franciszka Józefa (1914)[97][98][30]
- Srebrny Medal Zasługi Wojskowej na wstążce Krzyża Zasługi Wojskowej z mieczami – dwukrotnie (przed 1918)[70]
- Brązowy Medal Zasługi Wojskowej na wstążce Krzyża Zasługi Wojskowej (przed 1916)[69] z mieczami (przed 1918)[70]
- Brązowy Medal Jubileuszowy Pamiątkowy dla Sił Zbrojnych i Żandarmerii (około 1899)[51][27][30]
- Medal Jubileuszowy Pamiątkowy dla Cywilnych Funkcjonariuszów Państwowych (około 1899)[51][b][30]
- Krzyż Jubileuszowy dla Cywilnych Funkcjonariuszów Państwowych (około 1909)[62][27][30]
- Najwyższe pochwalne uznanie – dwukrotnie (po raz pierwszy w październiku 1915 za wyśmienite usługi przed wrogiem[71], po raz drugi w styczniu 1915 za odważne zachowanie i za wyśmienite usługi przed wrogiem[72])